# 9 mois ferme
9 mois ferme è un film del 2013 diretto da Albert Dupontel.

## Trama
Ariane Felder, giudice quarantenne un po' complessata, nubile, è del tutto reticente a frequentare degli uomini, ma durante il veglione di capodanno del 2013, fortemente incitata dai suoi colleghi di lavoro, beve oltre il limite e perde il controllo di sé stessa.
Sei mesi dopo, Ariane scopre di essere incinta, ma non conosce l'identità del padre della creatura che ha in grembo. Di primo acchito, ella pensa che si tratti del giudice De Bernard, un collega intraprendente e troppo mellifluo con lei. 
Conduce quindi una specie di inchiesta personale e scopre stupefatta che il padre è il celebre Robert Nolan, alias « Bob Nolan », frequentatore di prostitute e scassinatore plurirecidivo, sospettato di aver tagliato le membra di un vecchio che lo aveva sorpreso in piena attività di scassinatore e di avergli divorato gli occhi.
Bob Nolan, interpellato, pare riconoscere la giudice durante un colloquio con lei, ignorando che il figlio che ella porta in grembo è anche suo. Più tardi, in fuga, egli s'introduce nella casa di lei e la sorprende mentre tenta un aborto « criminale » cadendo volontariamente sul proprio ventre da una pila di mobili. Lui allora le propone uno scambio: non rivelerà nulla della sua notte con lei se lei lo aiuterà a dimostrare che egli non è il barbaro mangiatore di occhi che compare nella prima pagina dei giornali del mondo intero.

## Riconoscimenti
- 2014 - Premio César
  - Migliore attrice protagonista a Sandrine Kiberlain
  - Migliore sceneggiatura originale a Albert Dupontel
  - Nomination Miglior film
  - Nomination Miglior regista a Albert Dupontel
  - Nomination Migliore attore protagonista a Albert Dupontel
  - Nomination Miglior montaggio a Christophe Pinel
- 2014 - Premio Lumière
  - Nomination Miglior film
  - Nomination Miglior regista a Albert Dupontel
  - Nomination Miglior attrice a Sandrine Kiberlain
  - Nomination Migliore sceneggiatura a Albert Dupontel